# 鳥越俊太郎 医療の現場!
鳥越俊太郎 医療の現場!（とりごえしゅんたろう いりょうのげんば）は、BS朝日で2015年9月26日まで放送されていた医療情報番組。

## 概要
- 2008年4月開始。これまでのbeメディカルを継承して日本医師会・加盟各製薬会社（週代わりで1社ずつ）が協賛する。
- 毎回、医療現場で起きている様々な事情・問題について、専門医師と鳥越俊太郎の対談を中心に検証する「現場に訊く」のコーナーと、身近な健康療法・治療法について解説する「気になる病気」の2つのコーナーからなる。
- 番組は自ら癌患者として医療に関しての取材を行っているジャーナリストの鳥越と、父親が医師であるフリーアナウンサーの川田の司会で開始された。ところが放送開始の数週後に川田が自殺により死去。直後の放送では冒頭で鳥越が川田に対し追悼のメッセージを送った。以降、アシスタントはテレビ朝日アナウンサーが行っている。

## 出演者
メインキャスター
- 鳥越俊太郎

サブキャスター
川田以外はテレビ朝日アナウンサー（当時含む）。
- 川田亜子（2008年4月 - 5月）
- 佐分千恵（2008年6月 - 2009年6月）
- 野村真季（2009年7月 - 2015年3月）
- 堂真理子（2015年4月 - 9月）

## 放送日時
- 毎週土曜17:30 - 18:00
- 毎週金曜5:25 - 5:55 （再放送）